# Katalin-moha

## Jellemzése
A Katalin-moha (Atrichum undulatum) enyhén hullámos, sötétzöld, hosszúkás levelű, akár 10 cm magasra is megnövő gyakori erdei lombosmoha faj.
A hajtása nem elágazó, a talaj felett egyenesen felálló. Szárazon törékeny a szára.
A levelek öt-tíz milliméter hosszúak, nyelv-lándzsa alakúak. A levéllemez kereszt irányban hullámos, a levélszél erősen fogazott (bár a fogak csak nagyítóval láthatóak jól). A levélér felső oldalán függőleges lamellák láthatóak mikroszkóp alatt, ami a Polytrichaceae családba tartozó mohákra mind jellemző tulajdonság.
Egylaki növény, a spóratok vékony hengeres, hajlott. A tokfedő hosszú csőrös.

## Ökológia, élőhely, elterjedés
A Katalin-moha az árnyékos, humuszban gazdag, többé-kevésbé, nedves, agyagos talajokon nő. A lombhullató erdők gyakori moha faja. Egész Európában elterjedt, csak az északi területeken ritkább továbbá Észak-Amerikában, Ázsiában, Algériában és az Azori-szigeteken is megtalálható. Magyarországon gyakori mohafaj a középhegységek erdeiben, az Alföldön azonban ritkább. Hazai vörös listás besorolása: nem veszélyeztetett (LC).

## Hasonló fajok
Külső megjelenésre hasonló fajok: Mnium hornum és Plagiomnium undulatum. A Mnium hornum levélerén nincsenek lamellák, a Plagiomnium undulatum levélcsúcsa pedig jobban lekerekített.

## Elnevezése
A német gyógyszerész és botanikus Jakob Friedrich Ehrhart nevezte el ezt a fajt 1780-ban az orosz cárnő után, aki Nagy Katalin volt. A nemzetség tudományos neve a görög ἄθριξ (gr. athrix) szóból származik ami szőrtelent, kopaszt jelent. A fajnév a latin undulata szó pedig hullámosat jelent, ami a levéllemez hullámos alakjára utal.

## Fordítás
Ez a szócikk részben vagy egészben  a   Wellenblättriges Katharinenmoos című német Wikipédia-szócikk ezen változatának fordításán alapul.  Az eredeti cikk szerkesztőit annak laptörténete sorolja fel. Ez a jelzés csupán a megfogalmazás eredetét és a szerzői jogokat jelzi, nem szolgál a cikkben szereplő információk forrásmegjelöléseként.

## Képek

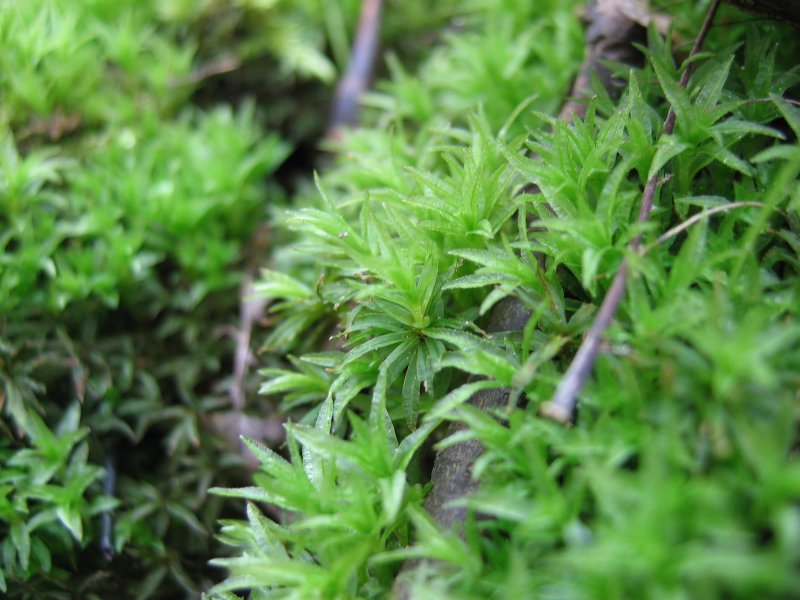
Habituskép
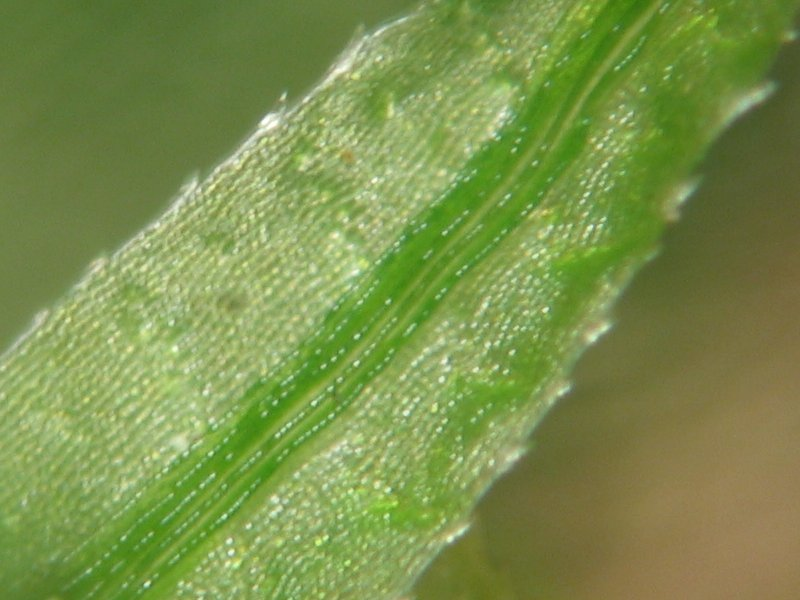
Asszimiláló lamellák a levelek felső felületén
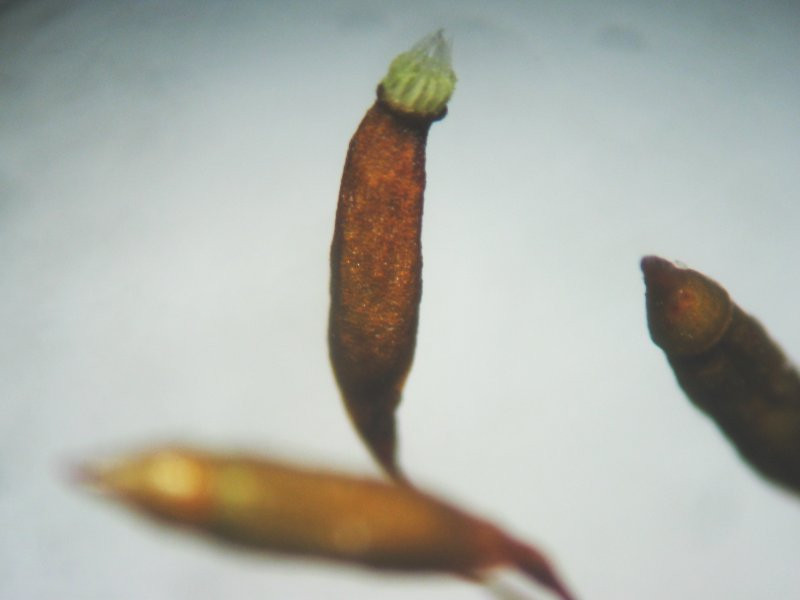
Spóratok